# Henri Quersin
Henri Louis Rémi Alexandre Théophile Quersin (Esnes, 26 juni 1863 - Brussel, 24 oktober 1944) was een Belgisch schutter.

## Levensloop
Quersin nam tweemaal deel aan de Olympische Zomerspelen, met name in 1920 en 1924. Op de Spelen van 1920 werd hij zevende in het onderdeel 'kleiduifschieten' en behaalde hij er met het Belgisch team in dit onderdeel (voorts bestaande uit Albert Bosquet, Joseph Cogels, Emile Dupont, Louis Van Tilt en Edouard Fesinger) zilver. Op de Spelen van 1924 te Parijs was hij (op 61-jarige leeftijd) de oudste deelnemer. Hij behaalde er met het Belgisch team (voorts samengesteld uit Louis D'Heur, Albert Bosquet, Emile Dupont, Jacques Mouton en Louis Van Tilt) de vierde plaats in het 'kleiduifschieten in team'.
Van beroep was Quersin advocaat. Tevens was hij actief als redacteur van het tijdschrift Chasse et Pêche. Ook werkte hij mee aan het in 1901 verschenen Sports in Europe (dat grotendeels handelde over de jacht), waarin hij het hoofdstuk over 'België' voor zijn rekening nam.
Quersin werd in 1907 ook voorzitter van roeiclub Union Nautique de Bruxelles.